# The Darkest Age
The Darkest Age è un album live dei Vader, registrato all'Hala Korony di Cracovia (Polonia) il 13 dicembre 1993 e pubblicato 27 luglio 1994.

## Tracce
1. Macbeth (Intro) – 3:54
2. Dark Age – 4:43
3. Vicious Circle – 3:13
4. The Crucified Ones – 3:11
5. Demon's Wind – 5:01
6. Decapitated Saints – 2:31
7. From Beyond (Intro) – 1:01
8. Chaos – 4:57
9. Reign-Carrion – 7:17
10. Testimony – 4:10
11. Breath of Centuries – 4:20
12. Omen (Intro) – 2:08
13. Hell Awaits (Slayer Cover) – 4:41

## Formazione
- Piotr "Peter" Wiwczarek - chitarra, voce
- Jarosław "China" Łabieniec - chitarra
- Leszek "Shambo" Rakowski - basso
- Krzysztof "Docent" Raczkowski - batteria